# Гойтемировские ворота

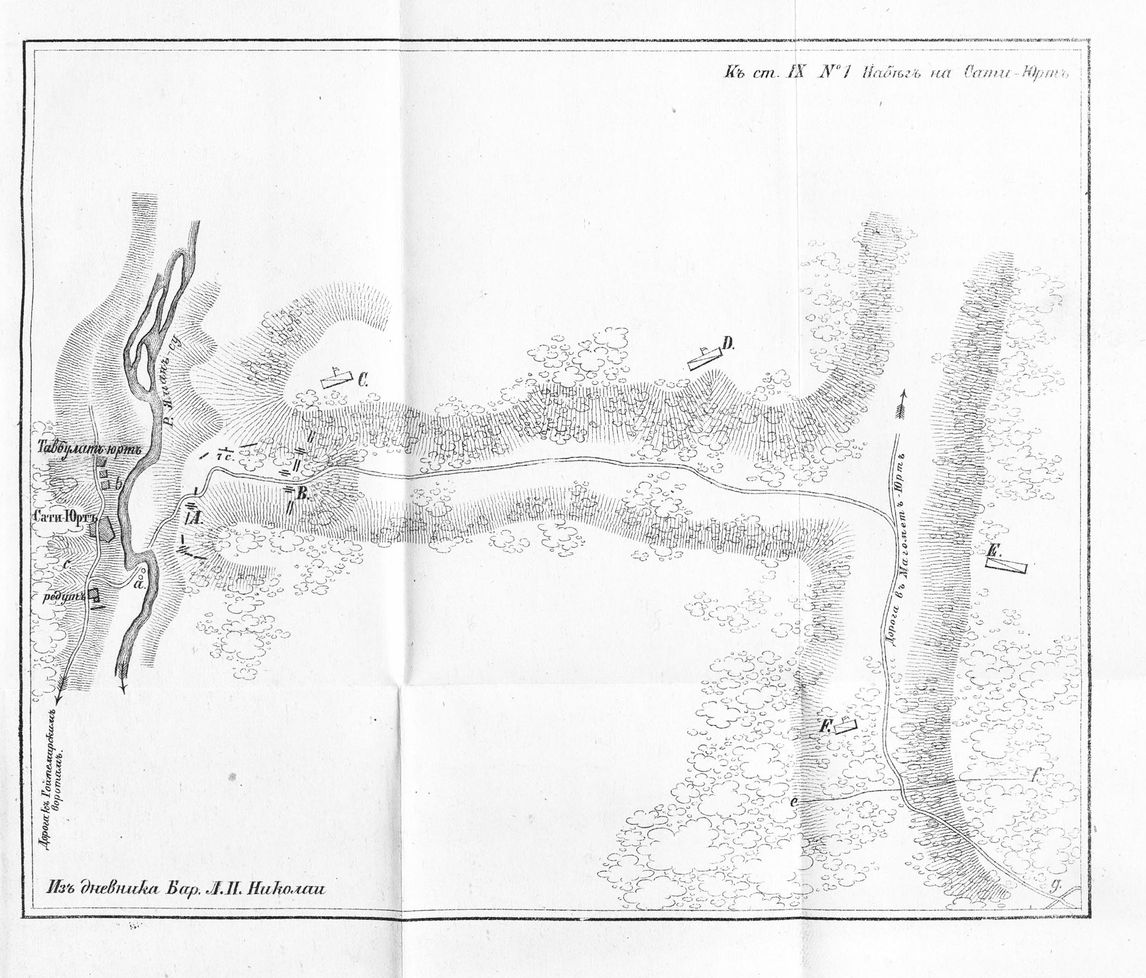
Дорога к Гойтемировским воротам

Гойтемировские ворота (ауховск. Гӏойтемаран ГӀапу; чечен. Гӏойтемаран ГӀап, Гӏойтемаран ков) — ауховское укрепление, которое располагалось в исторической области Аух, в междуречье рек Ямансу и Ярыксу. Ворота были построены уроженцем Ауха, наибом Гойтемиром Ауховским.
От Хасавюрта к горам тянется узкая полоса земли между речками Ямансу и Ярыксу, изрезанная оврагами и заросшая лесом. В глубине этой полосы, за разрушенным аулом Ярыксу-Аух, горцы выбрали крепкую от природы местность, называемую Гейтемировыми воротами, и окопались там. Укрепления их состояли из сильных завалов и башни. С тех пор ауховцы считали Гейтемир-капу оградою своей земли; место это служило вечным притоном разбойничьих шаек внезапно налетавших оттуда на Кумыкскую плоскость.

## Описание
Гойтсмировские ворота находились на высокой крутой горе, что подняться на нее можно было только по узенькой дорожке. Эта дорожка у самой вершины упиралась в ворота, ворота были сделаны из громадных бревен, скованных между собою толстыми железными цепями. По сторонам ворот тянулись канавы, обнесенные плетнями из колючего кустарника. Канавы эти уходили в дремучий, непроходимый лес.

## История
23 января 1858 года, с двумя с половиной батальонами пехоты, со всею своей кавалерией и двумя горными орудиями полковник князь Пётр Дмитриевич Святополк-Мирский двинулся на высоты Ауха, отделяющие долину реки Ярык-су от оврага, по которому протекает небольшая речка Безеани, и от долины реки Яман-су.
Ауховцы были встревожены этим движением царских войск, и с высокого холма, на которую поднялись войска, было видно, что жители ауховских аулов спасались, укрываясь в лесистых оврагах долины. Тем самым, спасая свои семейства от царских войск, ауховцы практический не стреляли по войскам Мирского.
В долинах по рекам Безеани и Яман-су было видно скопление довольно значительного числа разоренных ауховцев из ближайших аулов. Войска благополучно спустились к Гойтемировским воротам; часть войска, взятая из аула Кишень-Ауха, была возвращена обратно в укрепление, а другая часть — в Хасавюрт. Во всех этих походах войска Святополк-Мирского не понесли потери.
В 1857 году генерал-майор барон Леонтий Николаи намеревался уничтожить Гойтемировские ворота и вырубить лес для свободного доступа на территорию ауховского общества.
23 февраля 1850 года Бакланов совершил поход на Гойтемировские ворота, ворота заняты были очень сильным караулом.
23 февраля Бакланов со своим полком прибыл в аул Хасав-Юрт, где собирался экспедиционный отряд. Ночью отряд выступил в направлении Гойтемировских ворот, с казаками Бакланова в авангарде. До ворот дошли без потерь, но сами Гойтемировские ворота горцы без боя уступать не собирались.
Здесь скопились значительные силы конных и пеших горцев. Завидев казаков, конные воины скрылись в лесу, баклановцы же спешились и с пиками в руках бросились на ауховцев. Началась рукопашная схватка горцев и с отрядом Бакланова. Но горцы заняли курган и стали обстреливать казаков. Доложили Бакланову. Обида, что казаки не могут выбить ауховцев с кургана, и гнев охватили его. Отрезвив казаков нагайкой, он повел их на приступ. Курган был взят.
В этом бою казаки потеряли 6 человек убитыми, а горцы 17 человек. За доблестные действия при прорыве сильного заслона Бакланов получил звание полковника.
В 1857 году Василий Александрович Гейман был в составе Кумыкского отряда и принимал особенно деятельное участие в борьбе с горцами: 19 января был при взятии с боя аула Али-Султан-Кале, 19 марта — при штурме и занятии укрепленной позиции Гойтемировские ворота (Гойтемир-Капу), 21 марта — при уничтожении аула Самго-Юрта, 24 марта — при взятии аулов Машеил и Бельноши; за отличие в этих делах награждён золотой драгунской саблей с надписью «За храбрость».